# Capacitància
En electromagnetisme, la capacitància és una magnitud física que defineix la facultat d'un cos per emmagatzemar càrrega elèctrica. La manera més habitual d'emmagatzemar càrrega és la utilització de condensadors de dues plaques. Si les càrregues a les plaques són +Q i -Q, i V és la diferència de potencial entre les plaques, la capacitància es determina per mitjà de la relació entre la càrrega i el voltatge:
{\displaystyle C={\frac {Q}{V}}}
La unitat de capacitància al SI és el farad (símbol: F), que es defineix com la capacitat d'un conductor que en ser sotmès a una diferència de potencial d'un volt adquireix una càrrega elèctrica d'1 coulomb. És a dir, 1 farad = 1 coulomb per volt.
Comunament es reconeixen dues nocions de capacitància estretament relacionades: capacitància pròpia i capacitància mútua.:237-238 Un objecte que es pot carregar elèctricament exhibeix capacitància pròpia, per a la qual el potencial elèctric es mesura entre l'objecte i la terra. La capacitància mútua es mesura entre dos components, i és particularment important en el funcionament del condensador, un component electrònic elemental lineal dissenyat per a l'electrònica i un component electrònic dissenyat per afegir capacitància a un circuit elèctric.
La capacitància entre dos conductors és una funció només de la geometria; la superfície oposada dels conductors i la distància entre ells, i la permitivitat de qualsevol material dielèctric entre ells. Per a molts materials dielèctrics, la permitivitat i, per tant, la capacitància, és independent de la diferència de potencial entre els conductors i de la càrrega total sobre ells.

## Condensadors
La capacitància de la majoria dels condensadors que s'utilitzen als circuits electrònics és d'un ordre de magnitud diverses vegades més petit que el farad. Les unitats de capacitància més utilitzades són el mil·lifarad (mF), el microfarad (µF), el nanofarad (nF) i el picofarad (pF).
La capacitància pot ser calculada si la geometria dels conductors i les propietats del dielèctric que aïlla els dos conductors són conegudes. Per exemple, la capacitància d'un condensador de plaques paral·leles construït amb dues plaques paral·leles d'àrea A separades per ls distància d és aproximadament:
{\displaystyle C=\epsilon {\frac {A}{d}}}
on
C és la capacitància en farads
ε és la permitivitat de l'aïllant utilitzat (o [[ε0]] per al buit)
A és l'àrea de cada placa, mesurada en metres quadrats
d és la separació entre les plaques, mesurada en metres
L'equació és una bona aproximació si d és petita en comparació a la dimensió de les plaques.
El coeficient dielèctric ε canvia en funció del camp elèctric aplicat per a un cert nombre de dielèctrics molt utilitzats, com per exemple els materials ferroelèctrics, per tant la capacitància d'aquests condensadors ja no serà tan sols funció de la seva geometria. Si s'utilitza corrent altern amb un condensador, el coeficient dielèctric, o millor dir, la permitivitat del dielèctric serà funció de la freqüència. Una permitivitat canviant amb la freqüència porta a la dispersió, que és governada pels processos de relaxació, com la relaxació de Debye.

## Energia
L'energia (mesurada en joules) emmagatzemada en un condensador és igual al treball utilitzat per carregar-la. Si considerem una capacitància C, que manté una càrrega +q en una placa i -q a l'altra. Movent un petit element de càrrega {\displaystyle \mathrm {d} q} d'una placa a l'altra contra la diferència de potencial V = q/C requereix un treball {\displaystyle \mathrm {d} W}:
{\displaystyle \mathrm {d} W={\frac {q}{C}}\,\mathrm {d} q}
on
W és el treball mesurat en joules
q és la càrrega mesurada en coulombs
C és la capacitància, mesurada en farads
Podem buscar l'energia emmagatzemada a una capacitància integrant aquesta equació. Començant amb una capacitància nul·la (q=0) i moure càrregues d'una placa a l'altra fins que les plaques arribin a la càrrega +Q i -Q requereix un treball W:
{\displaystyle W_{carregant}=\int _{0}^{Q}{\frac {q}{C}}\,\mathrm {d} q={\frac {1}{2}}{\frac {Q^{2}}{C}}={\frac {1}{2}}CV^{2}=W_{emmagatzemada}}
Combinant això amb l'equació anterior per a la capacitància d'un condensador de plaques paral·leles, tenim:
{\displaystyle W_{emmagatzemada}={\frac {1}{2}}CV^{2}={\frac {1}{2}}\epsilon {\frac {A}{d}}V^{2}}.
on
W és l'energia mesurada en joules
C és la capacitància, mesurada en farads
V és el voltatge mesurat en volts

## Capacitància i corrent de desplaçament
El físic James Clerk Maxwell va inventar el concepte de corrent de desplaçament, {\displaystyle {\frac {\partial {\vec {D}}}{\partial t}}}, per tal de fer la llei d'Ampère consistent amb la conservació de la càrrega en els casos on la càrrega s'acumula, com per exemples en els condensadors. Maxwell va interpretar això com un moviment real de càrregues, fins i tot al buit, que va suposar que correspondria al moviment de càrregues dipolars en l'èter. Malgrat aquesta interpretació ha estat abandonada, la correcció de Maxwell a la llei d'Ampère continua essent vàlida (un camp elèctric canviant produeix un camp magnètic).
Les equacions de Maxwell combinen la llei d'Ampere amb el concepte de corrent de desplaçament: {\displaystyle {\vec {\nabla }}\times {\vec {H}}={\vec {J}}+{\frac {\partial {\vec {D}}}{\partial t}}}. (Integrant els dos costats, la integral de {\displaystyle {\vec {\nabla }}\times {\vec {H}}} pot ser reemplaçada, gràcies al teorema de Stokes, amb la integral de {\displaystyle {\vec {H}}\cdot \mathrm {d} {\vec {l}}} sobre un contorn tancat, demostrant d'aquesta manera la interconnexió amb la formulació d'Ampère.)

## Coeficients de potencial
Més amunt només s'ha tractat el cas de dues plaques conductores, tot i que de mida i forma arbitrària. La definició C=Q/V és vàlida encara que només una placa tingui càrrega, atès que reconeixem que les línies de camp produïdes per una càrrega com aquesta serien com si la placa fos al centre d'una esfera oposada i carregada situada a l'infinit.
C=Q/V no es pot aplicar quan hi ha més de dues plaques, o quan la càrrega neta entre les dues plaques no és zero. Per tractar aquest cas Maxwell va introduir les seus coeficients de potencial. Si tenim tres plaques amb càrregues {\displaystyle Q_{1},Q_{2},Q_{3}}, llavors el voltatge de la placa 1 vindrà donat per
{\displaystyle V_{1}=p_{11}Q_{1}+p_{12}Q_{2}+p_{13}Q_{3}} ,
i de manera similar per als voltatges de les altres plaques. Maxwell va mostrar que els coeficients de potencial eren simètrics, de manera que {\displaystyle p_{12}=p_{21}}, etc

## Dualitat capacitància-inductància
En termes matemàtics, la capacitància ideal pot ser considerada com la inversa de la inductància ideal atès que les equacions de voltatge i corrent dels dos fenòmens poden ser transformades l'una en l'altra intercanviant els termes del corrent i el voltatge.

## Autocapacitància
Als circuits elèctrics, el terme capacitància correspon de manera habitual a l'abreviació de capacitància mútua entre dos conductors adjacents, com són les dues plaques d'un condensador. També existeix una propietat, anomenada autocapacitància, que és la quantitat de càrrega elèctrica que pot ser afegida a un conductor aïllat per tal d'augmentar el seu potencial elèctric en un volt. El punt de referència per a aquest potencial seria una hipotètica esfera conductora buida, de radi infinit centrada sobre el conductor. Utilitzant aquest mètode, l'autocapacitància d'una esfera conductora de radi R vindrà donada per:
{\displaystyle C=4\pi \epsilon _{0}R\,}
Valors típics d'autocapacitància serien:
- per a la placa superior d'un generador de Van de Graaff, típicament una esfera de 20 cm de diàmetre: 20 pF
- el planeta Terra: uns 710 µF

## Elastància
La inversa de la capacitància rep el nom d'elastància, i la seva unitat és la inversa en unitats del SI del farad (F-1), que de manera informal rep el nom de daraf escrit a l'inrevés, una denominació que mai ha estat aprovada per la Conferència General de Pesos i Mesures. Els circuits inductor-condensador-resistència segueixen equacions diferencials que poden ser interpretades com una representació d'un sistema massa-molla-amortidor. Si prenem el voltatge com una força i el corrent la velocitat, l'elastància correspondria a la constant d'elasticitat de la molla.

## Capacitància paràsita
Qualsevol conjunt de conductors adjacents pot ser considerat com un condensador, malgrat la capacitància serà molt petita llevat que els conductors siguin molt propers. Aquest efecte no desitjat s'anomena capacitància paràsita. Aquest efecte pot provocar pèrdues del senyal als circuits (com en el cas de la diafonia), i és un factor limitador del bon funcionament dels circuits d'alta freqüència.
La capacitància paràsita es troba habitualment als circuits amplificadors en forma de capacitància de retenció que interconnecta els nodes d'entrada i sortida (ambdós definits amb relació a un comú).

## Capacitància de conductors amb formes simples
El càlcul de la capacitància d'un sistema equival a resoldre l'equació de Laplace ∇2φ = 0 amb un potencial constant φ a la superfície bidimensional dels conductors incrustats en 3 espais. Això se simplifica per existència de simetries. No hi ha cap solució en termes de funcions elementals en casos més complicats.
Per a situacions de plànols, es poden utilitzar funcions analítiques per fer la vinculació entre diferents geometries.
| Tipus                                | Capacitància | Comentari |
| ------------------------------------ | --- | --- |
| Capacitor de plaques paral·leles     | {\displaystyle \varepsilon A/d} | ε: Permitivitat o constant dielèctrica |
| Cilindres concèntrics                | {\displaystyle {\frac {2\pi \varepsilon \ell }{\ln \left(R_{2}/R_{1}\right)}}} | ε: Permitivitat o constant dielèctrica |
| Cilindres excèntrics                 | {\displaystyle {\frac {2\pi \varepsilon \ell }{\operatorname {arcosh} \left({\frac {R_{1}^{2}+R_{2}^{2}-d^{2}}{2R_{1}R_{2}}}\right)}}} | ε: Permitivitat o constant dielèctrica R1: Radi exterior R2: Radi interior d: Distància entre centre ℓ: longitud del filferro |
| Parell de filferros paral·lels       | {\displaystyle {\frac {\pi \varepsilon \ell }{\operatorname {arcosh} \left({\frac {d}{2a}}\right)}}={\frac {\pi \varepsilon \ell }{\ln \left({\frac {d}{2a}}+{\sqrt {{\frac {d^{2}}{4a^{2}}}-1}}\right)}}} | |
| Filferro paral·lel a una paret       | {\displaystyle {\frac {2\pi \varepsilon \ell }{\operatorname {arcosh} \left({\frac {d}{a}}\right)}}={\frac {2\pi \varepsilon \ell }{\ln \left({\frac {d}{a}}+{\sqrt {{\frac {d^{2}}{a^{2}}}-1}}\right)}}} | a: Radi del filferro d: Distància, d > a ℓ: longitud del filferro |
| Dues faixes paral·leles coplanars    | {\displaystyle \varepsilon \ell {\frac {K\left({\sqrt {1-k^{2}}}\right)}{K\left(k\right)}}} | d: Distància w1, w2: ample de la faixa km: d/(2wm+d) k2: k1k2 K: integral el·líptica completa de primera espècie ℓ: Longitud |
| Esferes concèntriques                | {\displaystyle {\frac {4\pi \varepsilon }{{\frac {1}{R_{1}}}-{\frac {1}{R_{2}}}}}} | ε: Permitivitat o constant dielèctrica |
| Dues esferes, del mateix radi        | {\displaystyle {\begin{aligned}&{}2\pi \varepsilon a\sum _{n=1}^{\infty }{\frac {\sinh \left(\ln \left(D+{\sqrt {D^{2}-1}}\right)\right)}{\sinh \left(n\ln \left(D+{\sqrt {D^{2}-1}}\right)\right)}}\\={}&{}2\pi \varepsilon a\left[1+{\frac {1}{2D}}+{\frac {1}{4D^{2}}}+{\frac {1}{8D^{3}}}+{\frac {1}{8D^{4}}}+{\frac {3}{32D^{5}}}+O\left({\frac {1}{D^{6}}}\right)\right]\\={}&{}2\pi \varepsilon a\left[\ln 2+\gamma -{\frac {1}{2}}\ln \left(2D-2\right)+O\left(2D-2\right)\right]\\={}&{}2\pi \varepsilon a\,{\frac {\sqrt {D^{2}-1}}{\log(q)}}\left[\psi _{q}\left(1+{\frac {i\pi }{\log(q)}}\right)-i\pi -\psi _{q}(1)\right]\end{aligned}}} | a: Radi d: Distància, d > 2a D = d/2a, D > 1 γ: constant d'Euler {\displaystyle q=D+{\sqrt {D^{2}-1}}} {\displaystyle \psi _{q}(z)={\frac {\partial _{z}\Gamma _{q}(z)}{\Gamma _{q}(z)}}} : la funció q-digamma {\displaystyle \Gamma _{q}(z)} : la funció q-Gamma |
| Esfera davant una paret              | {\displaystyle 4\pi \varepsilon a\sum _{n=1}^{\infty }{\frac {\sinh \left(\ln \left(D+{\sqrt {D^{2}-1}}\right)\right)}{\sinh \left(n\ln \left(D+{\sqrt {D^{2}-1}}\right)\right)}}} | {\displaystyle a}: Radi {\displaystyle d}: Distància, {\displaystyle d>a} {\displaystyle D=d/a} |
| Esfera                               | {\displaystyle 4\pi \varepsilon a} | {\displaystyle a}: Radi |
| Disc circular                        | {\displaystyle 8\varepsilon a} | {\displaystyle a}: Radi |
| Filferro prim recte, longitud finita | {\displaystyle {\frac {2\pi \varepsilon \ell }{\Lambda }}\left[1+{\frac {1}{\Lambda }}\left(1-\ln 2\right)+{\frac {1}{\Lambda ^{2}}}\left(1+\left(1-\ln 2\right)^{2}-{\frac {\pi ^{2}}{12}}\right)+O\left({\frac {1}{\Lambda ^{3}}}\right)\right]} | {\displaystyle a}: Radi del filferro {\displaystyle \ell }: Longitud {\displaystyle \Lambda =\ln \left(\ell /a\right)} |

## Mesura de la capacitància
El mesurament de la capacitància no només s'usa per verificar la capacitància d'un capacitor (component), sinó que també s'usa, per exemple, a sensors de distància capacitius per determinar la distància. Altres sensors (pressió, humitat, gasos) sovint es basen en un mesurament de capacitància.
D'acord amb les relacions esmentades anteriorment, la capacitat es pot determinar de la manera següent:
- Carregueu amb corrent constant i observeu la taxa d'augment de voltatge
- Mesurar la freqüència ressonant d'un circuit ressonant LC format amb la capacitància
- Aplicar un voltatge de CA i mesurar el flux de corrent

En particular, l'últim mètode s'utilitza als dispositius de mesura de capacitància, en els quals no només es registra la mida del corrent sinó també la seva relació de fase amb la tensió. D'aquesta manera, també es pot determinar la impedància i l'angle de pèrdua o el factor de qualitat del condensador.